# Albert Bettannier
Nicolas Albert Bettannier (* 12. August 1851 in Metz; † 17. November 1932 in Paris) war ein französischer Maler. Er wurde vor allem bekannt durch seine Bilder, die den Verlust des Elsasses während der Dritten Französischen Republik thematisieren.

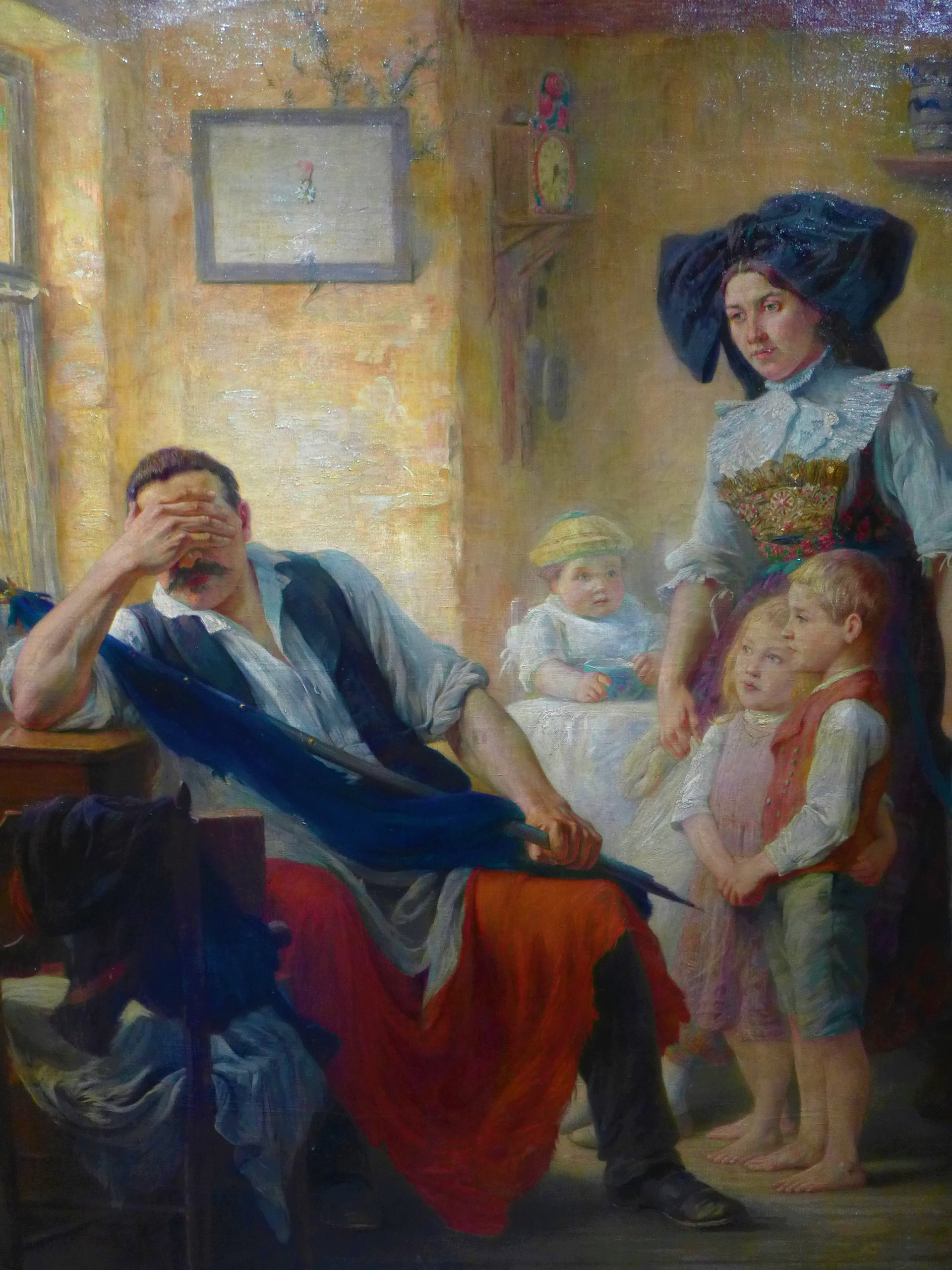
Albert Bettannier: Les annexés en Alsace (Die elsässischen Annektierten), 1911, Dépot du Musée de la Cour d’Or Metz Metropole, Museum des deutsch-französischen Krieges von 1870/71 und der Annexions-Zeit in Gravelotte

## Leben
Albert Bettannier wuchs in Metz auf. Er studierte Malerei bei Henri Lehman, Diogène Maillart und Isidore Pils. 1908 erhielt er den Rang eines Chevalier in der Ehrenlegion.
Er stellte oft mit Künstlerkollegen in Paris aus. Aus seinen Werken wurden Postkarten gedruckt, da diese das Nationalgefühl stärken sollten.

## Werke (Auswahl)

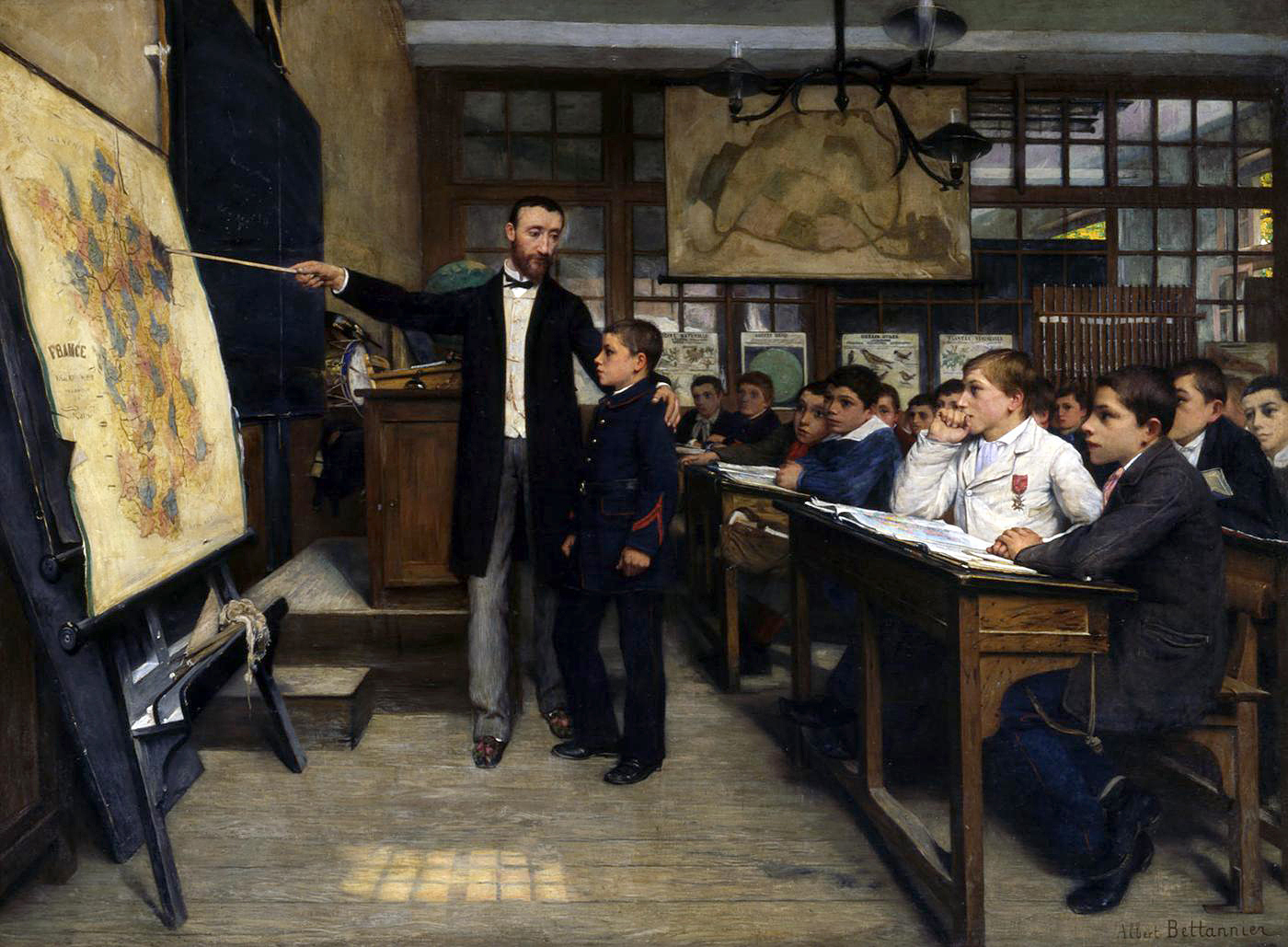
La tache noire. Auf dem Bild ist das Elsass als schwarzer Fleck auf der Landkarte von Frankreich (linker Bildrand) zu sehen.

- Le Tache Noire („Der Schwarze Fleck“), 1887, das Bild ist im Besitz des Deutschen Historischen Museums, Berlin. (Inventarnr. Gm 98/39[7]) Dies ist sein bekanntestes Bild
- Familienszene vor einem Haus im Gebirge; das Bild ist im Besitz des Deutschen Historischen Museums, Berlin. (Inventarnr.Gr 76/53[8])
- Le désespoir („Die Verzweiflung“), Eremitage (Sankt Petersburg), 1893[9]
- La Conquête de la Lorraine („Die Eroberung von Lothringen“), 1910[10]
- L’Oiseau de France („Der Vogel Frankreichs“), 1912.[11]